# سر جنغل (نرغسان)
سر جنغل (بالفارسية: سرجنگل) هي منطقة سكنية تقع في إيران في قسم نرغسان الریفي. يقدر عدد سكانها بـ 290 نسمة بحسب إحصاء 2016.